# Bolle di sapone (film)
Bolle di sapone (Soapdish) è un film del 1991 diretto da Michael Hoffman e interpretato da Sally Field, Kevin Kline, Robert Downey Jr., Whoopi Goldberg ed Elizabeth Shue.
Prodotto da Aaron Spelling, si tratta di una commedia brillante che ironizza sul mondo delle produzioni di soap opera, ospitando camei non accreditati di noti attori di soap dell'epoca come Scott Buzz, Finola Hughes, Keith E. Lane e Michael Laurin.
Per la sua interpretazione, Kline ottenne una nomination come miglior attore in un film commedia o musicale ai Golden Globe 1992.

## Trama
Celeste Talbert, la "fidanzatina d'America", celebre protagonista da oltre vent'anni della famosa soap opera Anche il sole tramonta, è in crisi personale e professionale. La produzione, per risollevare gli ascolti dello show in caduta libera, decide di richiamare sul set Jeffrey Anderson, ex grande attore ora in declino, estromesso anni prima dalla soap proprio su imposizione di Celeste, a seguito di una loro relazione sentimentale finita male. Jeffrey (di cui si innamora subito Ariel Maloney, una protagonista secondaria dello show) è deciso a sfruttare al meglio questa inaspettata seconda opportunità, oltre che desideroso di far pagare a Celeste lo sgarbo subito in passato.
A peggiorare ulteriormente la crisi di Celeste, ci sono le manovre di Montana Moorehead – una interprete secondaria della soap che cerca di ottenere un ruolo da protagonista ingraziandosi uno dei produttori, David Seaton Barnes – oltre che l'ingresso nel cast di sua nipote Lori Craven – la quale, nonostante le rimostranze della zia, è fermamente decisa a seguire le sue orme. Jeffrey, sempre deciso a far pagare a Celeste la sua passata estromissione dalla soap, inizia sfacciatamente a corteggiare Lori, ma ben presto l'uomo inizia a maturare dei veri sentimenti, ricambiati, per la giovane ragazza, cosa che manda Celeste su tutte le furie (sia per le attenzioni verso la nipote, sia perché Celeste sembra nutrire ancora dei sentimenti per Jeffrey).
Intanto, in breve tempo il gradimento riscontrato da Lori presso il pubblico le fa ottenere un ruolo di primo piano nello show, tra le proteste di Celeste e la rabbia di Montana, la quale, nonostante tutti i suoi complotti, vede sfumare la possibilità di ottenere un ruolo da protagonista in favore della nuova arrivata. A questo punto Montana decide di rompere gli indugi, e forza David a modificare la sceneggiatura scritta da Rose Schwartz, migliore amica di Celeste, per poter estromettere la celebre protagonista dallo show e poter subentrare come sostituta. All'insaputa di Rose, David e Montana inseriscono in una scena un bacio tra Lori e Jeffrey, cosa che dovrebbe letteralmente far impazzire di rabbia Celeste e farla crollare definitivamente.
Effettivamente, il giorno delle riprese della sequenza, Celeste piomba sul set e salta al collo di Jeffrey, urlando e intimandogli di non baciare Lori... ma a questo punto accade l'impensabile: Celeste confessa tra le lacrime che il suo gesto non è motivato dalla gelosia, ma dal fatto che Lori in realtà non è sua nipote, ma sua figlia, e che Jeffrey è suo padre! Celeste era rimasta incinta di Lori al tempo della relazione con Jeffrey, ed era stata costretta dalla produzione dell'epoca a tenere nascosta la gravidanza e ad affidare la figlia a sua madre, facendo poi cacciare Jeffrey dalla soap per questo motivo e tenendogli nascosto l'esistenza di Lori.
Sconvolti, delusi e soprattutto arrabbiati, Jeffrey e Lori in breve tempo arrivano ai ferri corti con Celeste. Oltretutto, David ha fatto riprendere dalle telecamere e mandare in onda tutta la scena (con degli incredibili risultati di ascolto), sicché ora Celeste, proprio la "fidanzatina d'America", si ritrova al centro di un enorme scandalo. Come se non bastasse, Montana dichiara pubblicamente (ovviamente mentendo) che sarebbe rimasta incinta di Jeffrey, portando ancora più malumore tra i protagonisti, che ora a malapena si sopportano e chiedono l'estromissione dallo show l'uno dell'altro. Montana spera così di raggiungere il suo scopo e diventare la protagonista della soap, ma allo stesso tempo si inimica involontariamente Ariel, che aveva messo gli occhi su Jeffrey e considera la notizia della gravidanza come uno sgarbo personale.
David coglie la palla al balzo e decide di sfruttare tutta questa complicata situazione per risollevare la soap (e anche con il velato intento di cacciare dallo show uno tra Celeste, Jeffrey e Lori per far posto alla sua amata Montana): mettendo in atto un complicato miscuglio tra finzione e realtà, David organizza un episodio speciale di Anche il sole tramonta; nessuno dei tre protagonisti conoscerà la trama dell'episodio, e tutto avverrà in diretta televisiva. Quando il fatidico giorno arriva e i tre si ritrovano insieme in scena, la tensione tra di loro è evidente, e tutto sembra andare secondo i piani di David e Montana... ma quando l'episodio ha inizio Jeffrey non riesce a leggere bene le sue battute, portando lui e gli altri in scena a improvvisare.
Quello che potrebbe sembrare come l'inizio di un ennesimo disastro porta invece Celeste e Jeffrey a confrontarsi apertamente sul proprio passato, e a perdonarsi in virtù del loro amore mai sopito, con Lori che a sua volta trova la forza di perdonare gli errori dei suoi "genitori", riavvicinandosi a loro. Montana non ci sta, e irrompe sul set sostenendo nuovamente di aspettare un bambino da Jeffrey, ma a questo punto arrivano in scena Rose e Ariel, che per vendicarsi dei torti subiti rivelano e mostrano le prove che Montana non può essere incinta in quanto, in passato, era un uomo! Con Montana umiliata (e David inorridito dalla notizia) si conclude l'episodio, che però, a dispetto della trama che ha sfiorato il ridicolo, ottiene un successo clamoroso, salvando le sorti della soap opera e con essa la carriera di Celeste.
La storia si chiude con Celeste e Jeffrey che ritrovano l'amore e con Lori che inizia una brillante carriera di attrice, mentre Montana si ritrova costretta a proseguire il suo lavoro relegata in teatri di quart'ordine.

## Promozione
(Tagline del film)

## Accoglienza

### Critica
Il critico Morando Morandini ha definito Bolle di sapone come «[Una] divertente commedia sofisticata che satireggia con acume il mondo dello spettacolo. Ottima compagnia di attori».